# Milán-Turín 2024
La 105.ª edición de la clásica ciclista Milán-Turín fue una carrera en Italia que se celebró el 13 de marzo de 2024 sobre un recorrido de 177 kilómetros con inicio en la localidad de Rho y final en el municipio de Salassa.
La carrera formó parte del UCI ProSeries 2024, calendario ciclístico mundial de la segunda división, dentro de la categoría UCI 1.Pro. El vencedor fue el italiano Alberto Bettiol del EF Education-EasyPost, quien estuvo acompañado en el podio por los suizos Jan Christen y Marc Hirschi del UAE Emirates, segundo y tercer clasificado respectivamente.

## Equipos participantes
Tomaron parte en la carrera 18 equipos: 9 de categoría UCI WorldTeam invitados por la organización y 9 de categoría UCI ProTeam. Formaron así un pelotón de 125 ciclistas de los cuales terminaron 119. Los equipos participantes fueron:
| WorldTeams (9)- Arkéa-B&B Hotels - Astana Qazaqstan Team - Bora-Hansgrohe - Cofidis - EF Education-EasyPost - Intermarché-Wanty - Movistar Team - Team dsm-firmenich PostNL - UAE Team Emirates ProTeams (9)- Bingoal WB - Polti Kometa - Tudor Pro Cycling Team - Uno-X Mobility - VF Group-Bardiani CSF-Faizané - TotalEnergies - Corratec-Vini Fantini - Israel-Premier Tech - Q36.5 Pro Cycling Team |
| |

## Clasificación final
- La clasificación finalizó de la siguiente forma:[4]

| \| Clasificación general \| Clasificación general \| Clasificación general \| Clasificación general \| Clasificación general \| \| Ciclista \| Ciclista \| Equipo \| Tiempo \| \| \| --------------------- \| --------------------- \| ----------------------------- \| --------------------- \| --------------------- \| \| 1.º \| Alberto Bettiol \| EF Education-EasyPost \| 3 h 54 min 13 s \| \| \| 2.º \| Jan Christen \| UAE Team Emirates \| + 7 s \| \| \| 3.º \| Marc Hirschi \| UAE Team Emirates \| + 9 s \| \| \| 4.º \| Diego Ulissi \| UAE Team Emirates \| + 9 s \| \| \| 5.º \| Kevin Vermaerke \| Team dsm-firmenich PostNL \| + 9 s \| \| \| 6.º \| Gianluca Brambilla \| Q36.5 Pro Cycling Team \| + 9 s \| \| \| 7.º \| Emil Herzog \| Bora-Hansgrohe \| + 9 s \| \| \| 8.º \| Martin Marcellusi \| VF Group-Bardiani CSF-Faizanè \| + 9 s \| \| \| 9.º \| Nick Schultz \| Israel-Premier Tech \| + 9 s \| \| \| 10.º \| Frederik Wandahl \| Bora-Hansgrohe \| + 9 s \| \| |                    |                               |                 |
| |                    |                               |                 |
| Fuente: ProCyclingStats |                    |                               |                 |
| Clasificación general |                    |                               |                 |
| Ciclista | Ciclista           | Equipo                        | Tiempo          |
| 1.º | Alberto Bettiol    | EF Education-EasyPost         | 3 h 54 min 13 s |
| 2.º | Jan Christen       | UAE Team Emirates             | + 7 s           |
| 3.º | Marc Hirschi       | UAE Team Emirates             | + 9 s           |
| 4.º | Diego Ulissi       | UAE Team Emirates             | + 9 s           |
| 5.º | Kevin Vermaerke    | Team dsm-firmenich PostNL     | + 9 s           |
| 6.º | Gianluca Brambilla | Q36.5 Pro Cycling Team        | + 9 s           |
| 7.º | Emil Herzog        | Bora-Hansgrohe                | + 9 s           |
| 8.º | Martin Marcellusi  | VF Group-Bardiani CSF-Faizanè | + 9 s           |
| 9.º | Nick Schultz       | Israel-Premier Tech           | + 9 s           |
| 10.º | Frederik Wandahl   | Bora-Hansgrohe                | + 9 s           |

## Ciclistas participantes y posiciones finales
Convenciones:
- AB-N: Abandono en la etapa N
- FLT-N: Retiro por llegada fuera del límite de tiempo en la etapa N
- NTS-N: No tomó la salida para la etapa N
- DES-N: Descalificado o expulsado en la etapa N

## UCI World Ranking
La Milán-Turín otorgó puntos para el UCI World Ranking para corredores de los equipos en las categorías UCI WorldTeam, UCI ProTeam y Continental. Las siguientes tablas son el baremo de puntuación y los diez corredores que obtuvieron más puntos:
| Posición              | 1.º | 2.º | 3.º | 4.º | 5.º | 6.º | 7.º | 8.º | 9.º | 10.º | 11.º | 12.º | 13.º | 14.º | 15.º | 16.º-30.º | 31.º-40.º |
| Clasificación general | 200 | 150 | 125 | 100 | 85  | 70  | 60  | 50  | 40  | 35   | 30   | 25   | 20   | 15   | 10   | 5         | 3         |

| Clasificación |                    |                               |         |
| Posición      | Ciclista           | Equipo                        | General |
| ------------- | ------------------ | ----------------------------- | ------- |
| 1.º           | Alberto Bettiol    | EF Education-EasyPost         | 200     |
| 2.º           | Jan Christen       | UAE Emirates                  | 150     |
| 3.º           | Marc Hirschi       | UAE Emirates                  | 125     |
| 4.º           | Diego Ulissi       | UAE Emirates                  | 100     |
| 5.º           | Kevin Vermaerke    | dsm-firmenich PostNL          | 85      |
| 6.º           | Gianluca Brambilla | Q36.5                         | 70      |
| 7.º           | Emil Herzog        | Bora-Hansgrohe                | 60      |
| 8.º           | Martin Marcellusi  | VF Group Bardiani-CSF Faizanè | 50      |
| 9.º           | Nick Schultz       | Israel-Premier Tech           | 40      |
| 10.º          | Frederik Wandahl   | Bora-Hansgrohe                | 35      |